# Rutstroemia bolaris
Rutstroemia bolaris är en svampart som först beskrevs av August Johann Georg Karl Batsch, och fick sitt nu gällande namn av Rehm 1893. Rutstroemia bolaris ingår i släktet Rutstroemia och familjen Rutstroemiaceae.  Artens status i Sverige är: Osäker förekomst. Inga underarter finns listade i Catalogue of Life.